# آلوارو نگردو
آلوارو نگردو سانچز (اسپانیایی: Álvaro Negredo Sánchez‎؛ زادهٔ ۲۰ اوت ۱۹۸۵) بازیکن سابق فوتبال اهل اسپانیا است. که در پست مهاجم بازی می کرد.
وی سابقه بازی در تیم‌های رایو وایکانو، رئال مادرید ب و آلمریا را دارد و در سال ۲۰۰۹ میلادی با مبلغ ۵ میلیون یورو به تیم سویا پیوست، همچنین وی ۲۱ بازی و ۱۰ گل ملی در کارنامه دارد.